# 마렐라 (절지동물)
마렐라(학명: Marrella)는 캄브리아기 중기 북미 대륙과 아시아에 나타난 멸종한 마렐라강 절지동물이다. 마렐라는 표본 수 만 점이 채집된 장소인 캐나다 브리티시 컬럼비아의 버지스 셰일을 대표하는 유명한 고생물 가운데 하나이다. 한편 훨씬 더 희귀한 표본이 중국의 퇴적층에서도 발견되었다.

## 연구사
마렐라는 1909년에 찰스 둘리틀 월컷 박사가 버지스 셰일에서 가장 처음으로 수집한 화석이다. 월콧은 마렐라를 비공식적 표현으로 '레이스 게'로 논문에 기술했고, 좀 더 공식적으로는 '요상한 삼엽충'으로 소개했다. 후에 '무척추 고생물학에 대한 논문'에서는 지금은 인정받지 않는 '삼엽충강'(Class Trilobitoidea)으로 재분류되었다. 1971년 해리 B. 휘팅턴(Harry B. Whittington)은 다리와 아가미, 머리 부속물에 근거해  이 동물이 삼엽충인지 협각류인지, 아니면 갑각류인지 결론을 짓는 재기술 논문을 철저히 작성하는데 착수했다.
마렐라는 버지스 셰일에서 발견한 일부 특이한 절지동물 가운데 하나이다.(다른 예시: 오파비니아, 이오호이아) 이 동물의 범상치 않고 다양한 특성들은 발견의 시대에서 우리를 깜짝 놀라게 했다. 당시 논문으로 기술된 마렐라의 화석표본은 부드러운 몸을 가진 버지스 동물군이 이전에 기대했던 것보다 좀 더 복잡하고 다양성이 넘쳐났다는 사실을 설명하는데 도움을 주었다.

## 해부적 특징

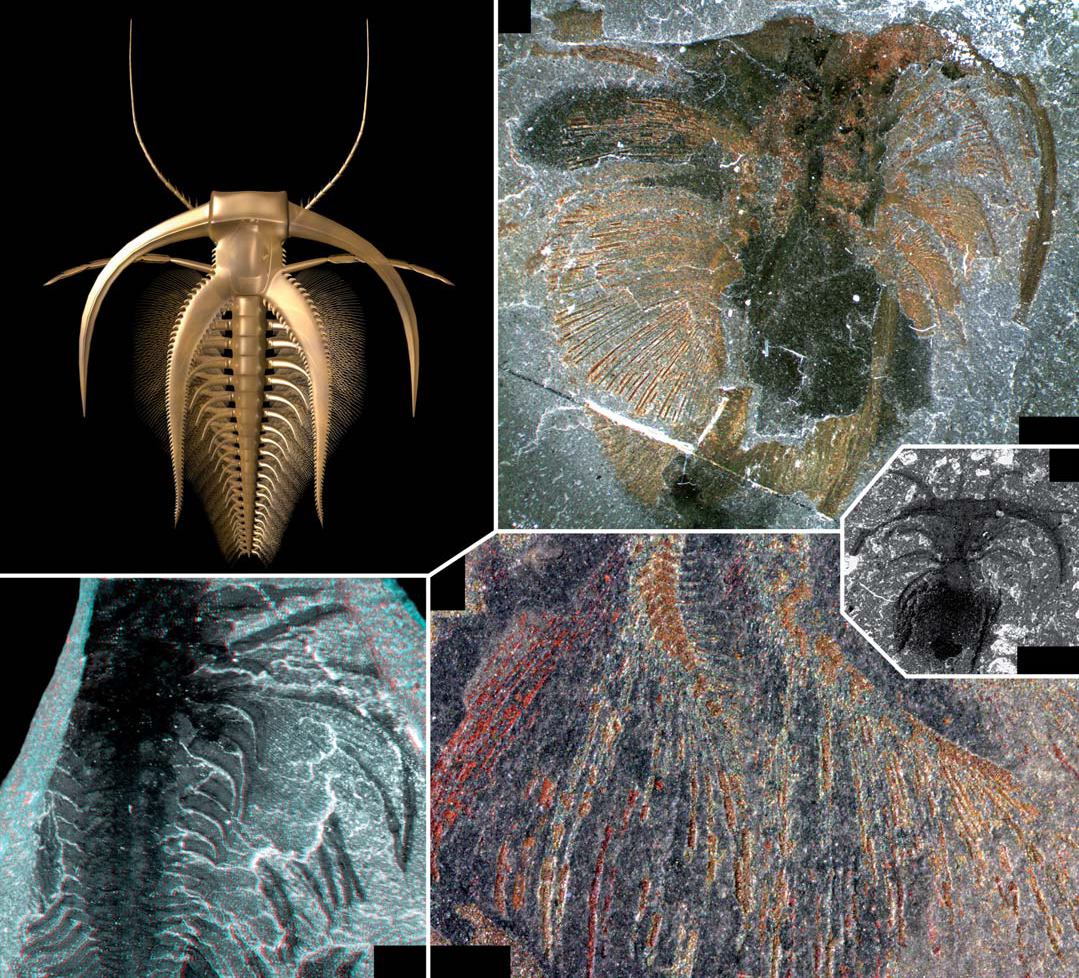
Haug et al.(2012년) 논문의 마렐라 화석 표본들
좌상단 사진– 3D 모델 윗면
우상 및 중앙 우측단 사진 – 편광 현미경 사진
우상단 사진 – '녹이 들은' 보존 상태 하에 바깥다리 가진 채 잘 보존된 USNM 83486f 표본. (cf. García−Bellido and Collins 2006)
좌하단 사진 – USNM 139665 표본의 스테레오 영상. 앞으로 뻗은 다리의 바깥다리는 얇은 퇴적층으로 분리되어 서로 크게 겹치고 있다.
우하단 사진 – '녹이 든' 보존 상태에서의 ROM 56766A 표본의 세밀한 모습. 바깥다리의 작은 고리마디에서 양 측면에 난 가시가 잘 보존되어 있다.
중앙우측 사진 – 세상에서 가장 작은 마렐라 표본 USNM 219817e. 보존된 부속지가 중앙 우측 사진에서 보이는 것처럼 검정 막대의 형태로 남아있다.(중앙 우측 표본 크기= 0.6mm, 나머지 표본 크기 = 1mm)

마렐라의 몸길이는 대개 2.4~24.5mm 정도이다. 머리방패는 뒤쪽으로 길다랗게 휘어있는 돌출부/가시 두 쌍을 달고 있으며, 머리방패 후방에는 톱니가 달린 용골돌기 한 쌍을 달고 있다. 눈이 있다는 흔적이나 증거는 없다. 머리 아랫면에는 정중선에서 15~30° 각도로 뻗은 총 약 30마디의 길다랗고 전체적으로 유연한 더듬이 한 쌍이 나 있다. 더듬이의 일부분으로 마디 사이 관절부마다 센털이 있다. 더듬이에서 뒤쪽과 약간 위로 짧고 튼튼한 노 모습의 헤엄다리가 한 쌍 붙어있는데, 긴 기절 하나와 그보다 짧은 마디 5개로 이루어져 있고, 헤엄다리 모서리는 센털로 덮여 있다.
몸은 최소 체절 17개를 가지는 것에서 시작하여 많게는 대형 표본에서는 최대 26마디까지 있기도 하다. 몸통에는 마디마다 가지가 있는 갈래다리가 있다. 각 다리의 하부 가지(안다리)는 길쭉하며 기절과 발톱이 기울어진 마지막 마디를 포함한 지절 5마디로 되어 있다. 안다리는 몸 뒤로 감에 따라 크기가 줄어들며, 9번째 쌍을 넘어서면서부터 크기가 눈에 띄게 감소한다. 아가미 역할을 하는 상부 가지(바깥다리)는 가늘은 필라멘트 구조를 하고 있고 마디 져 있다. 가슴 끝에는 작고 버튼 같이 생긴 꼬리마디가 있다.
1998년 논문에서는 1998년 논문에서는 잘 보존된 '마렐라' 표본의 전면 투영에 존재하는 줄무늬는 회절격자 패턴을 나타내며, 이는 표본이 살아있을 적에 무지개빛 광택을 발했을 것으로 보았다. 그러나 다른 저자들은 광택 전면 투영설과 함께 다른 동물과 관련하여 논문의 결론에 대해 의문을 표했다. 어두운 얼룩이 표본의 뒷부분에서 종종 나타나나, 밀려나온 찌꺼기일 가능성이 있거나 혈림프일 수 있다. 머리방패 앞부분에서 외골격이 갈라지는 것이 보이는 탈피하는 모습이 단 한 점의 화석 표본에 잡혔다.

## 생태
마렐라는 헤엄치는 다리를 배영하는 데에 사용하여 해저에 가까이에서 군영하는 활발한 유영성 동물이었을 가능성이 높으며, 몸에 난 큰 가시는 몸의 안정 역할 뿐만 아니라 방어 기능도 담당했을 가능성이 있다. 이들은 유영하면서 먹이 입자를 입쪽 다리로 지나가게 하여 먹이를 걸러먹고, 나머지는 몸 뒤의 다리로 보내 해류 물기둥 밖으로 보내는 방식을 취한 여과섭식자로 추정된다.

## 계통분류
마렐라는 캄브리아기와 데본기 사이에 존속해 블분명한 특성을 가진 절지동물의 한 부류인, 마렐라강(Marrellomorpha) 마렐라목(Marrellida) 내에 자리해 있다. 마렐라목 내에서는 계통학상 가장 초기에 나타난 동물이다.
마렐라목의 분기도(Moysiuk et al. 2022 이후) 
|  | 미메타스테르 플로레스타엔시스'(Mimetaster florestaensis) |
|  |                                                          |
|  | 푸르카 보헤미카(Furca bohemica)                          |
|  |                                                          |

|  | 미메타스테르 헥사고날리스(Mimetaster hexagonalis) |
|  |                                                   |
|  | 톰린소누스 디미트리(Tomlinsonus dimitrii)         |
|  |                                                   |

|  | 미메타스테르 플로레스타엔시스'(Mimetaster florestaensis) |
|  |                                                          |
|  | 푸르카 보헤미카(Furca bohemica)                          |
|  |                                                          |

|  | 미메타스테르 헥사고날리스(Mimetaster hexagonalis) |
|  |                                                   |
|  | 톰린소누스 디미트리(Tomlinsonus dimitrii)         |
|  |                                                   |

|  | 미메타스테르 플로레스타엔시스'(Mimetaster florestaensis) |
|  |                                                          |
|  | 푸르카 보헤미카(Furca bohemica)                          |
|  |                                                          |

|  | 미메타스테르 헥사고날리스(Mimetaster hexagonalis) |
|  |                                                   |
|  | 톰린소누스 디미트리(Tomlinsonus dimitrii)         |
|  |                                                   |

|  | 미메타스테르 플로레스타엔시스'(Mimetaster florestaensis) |
|  |                                                          |
|  | 푸르카 보헤미카(Furca bohemica)                          |
|  |                                                          |

|  | 미메타스테르 헥사고날리스(Mimetaster hexagonalis) |
|  |                                                   |
|  | 톰린소누스 디미트리(Tomlinsonus dimitrii)         |
|  |                                                   |

## 화석 산출
마렐라는 버지스 셰일에서 그 양이 가장 풍족한 동물이다. 대부분의 마렐라 화석표본이 얇고 수평한 '마렐라층'으로부터 나오지만 혈암층의 다른 노두에서는 흔하디 흔하다.  최대 25,000 점이 채집되었다. 마렐라 표본 5028점이 대엽각층(Greater Phylopod formation)에서 발견되며, 이들 표본은 전체의 9.56%를 차지한다.

중국 윈난성의 카이리층에서 캄브리아기의 울리우안절까지 거슬러 올라가는 마렐라의 불확실한 표본 수십 개가 보고되었다. 식별불가한 단일 파편 표본이 중국 윈난성의 발랑층에서 발견되었으며, 캄브리아기 제4절까지 거슬러 올라간다. 두 퇴적층 모두 버지스 셰일보다 더 이르다.

## 같이 보기
- 버지스 셰일
- 절지동물
- 삼엽충